# Canon EOS 600D
Die Canon EOS 600D (in Japan EOS Kiss X5, in Nordamerika EOS Rebel T3i) ist eine digitale Spiegelreflex-Kamera des japanischen Herstellers Canon, die in Deutschland im April 2011 in den Markt eingeführt wurde. Sie wird nicht mehr produziert.

## Technische Merkmale
Die Kamera besitzt einen Bildsensor mit einer Auflösung von 18-Megapixel (5184 × 3456). Es sind Reihenaufnahmen mit bis zu 3,7 Bildern in der Sekunde möglich. Es steht ein großer Fundus an digitalen Effektfiltern zur Verfügung, die jedoch nicht direkt im Live-View verwendet werden können. Das Display ist dreh- und schwenkbar.
Die Kamera besitzt im Weiteren folgende Merkmale:
- Der Monitor hat einen Betrachtungswinkel von ca. 170°
- Videoschnappschuss-Funktion: Es lassen sich einzelne Clips mit einer Länge von 2, 4 oder 8 Sekunden aufnehmen. Diese werden in einem „Album“ abgelegt und können mit der Kamera zu einem Film zusammengeschnitten und mit einer vorher per Software auf die Kamera geladenen Musikdatei im WAV-Format unterlegt werden.
- „Scene Intelligent Auto“ für automatische Szenenerkennung und Farbwahl
- Ein „Function Guide“, erklärt einzelne Funktionen wie Blende und Belichtungszeit
- „Easy Wireless Flash“ für ausgewählte Blitzgeräte des Herstellers. Diese Blitze brauchen nicht notwendigerweise mehr im Blitzschuh montiert werden.
- JPEG-Formate 3:2, 16:9, 4:3 und 1:1
- Bilder lassen sich auf der Kamera vom Benutzer in 5 Stufen bewerten, die in die Exif-Metadaten des jeweiligen Bildes gespeichert werden
- Belichtungsindex von ISO 100 bis ISO 12.800
- Autofokus auch im Live-View-Modus
- 9-Punkt-Autofokus (mittlerer AF-Punkt mit Kreuzsensor)
- 3,0″-LCD mit einer Auflösung von 720 × 480 Pixeln (entspr. 3:2-Seitenverhältnis)
- iFCL AE-Messsystem
- HDMI™-Anschluss
- EOS Integrated Cleaning System
- Videomodus: Full HD 1.920 × 1.080 (29,97, 25, 23,976 B/s); 1.280 × 720 (59,94, 50 B/s); 640 × 480 (59,94, 50 B/s)
- 14-Bit-A/D-Wandler
- Kompatibel mit allen EF/EF-S-Objektiven und EX-Speedlites-Blitzgeräten
- DIGIC-4-Prozessor